# Henry Cooper
Henry Cooper OBE, KSG (Londres, 3 de mayo de 1934-Limpsfield, Reino Unido, 1 de mayo de 2011) fue un exboxeador inglés del peso pesado que fue campeón británico, europeo, y de la commonwealth en 1970.

## Biografía
Cooper y su hermano gemelo George, nacieron en Farmstead Road, al sureste de Londres. Sobre el año 1942 su padre Henry Senior fue llamado al servicio para combatir en la Segunda Guerra Mundial y el resto de la familia no lo volvería a ver durante tres años. Los gemelos estudiaron en el Athelney Road School en Lewisham.
Comenzó su carrera en 1949 como aficionado en el "Eltham Amateur Boxing Club" y ganó 73 de 74 combates. A los 17 años ganó el título ABA del peso semipesado y después de servir en la armada durante dos años representó a Gran Bretaña en los Juegos Olímpicos de 1952. Henry y George se hicieron profesionales al mismo tiempo junto con el mismo mánager, Jim Wicks.
Henry llegó a ser campeón británico, europeo y de la comunidad británica. Fue derrotado por Joe Bygraves por el cinturón de la comunidad británica por nocaut en el noveno asalto, en el siguiente combate también fue derrotado por Ingemar Johansson por nocaut en el quinto asalto por el cinturón europeo y en el siguiente también perdió ante Joe Erskine a los puntos en 15 asaltos por el cinturón británico. Sin embargo, esa racha se cortó ganando al nuevo campeón británico y de la comunidad británica, Brian London en 15 asaltos por decisión. Continuó defendiendo sus títulos ante Dick Richardson (KO 5), Joe Erskine (TKO 5 y TKO 12), Johnny Prescott (TKO 10) y Brian London otra vez (PTS 15) pero sufrió también una derrota en la revancha ante Zora Folley por nocaut en el segundo asalto. Intentó un combate ante Sonny Liston pero su mánager Jim Wicks no aceptó.
Cooper peleó ante Cassius Clay en dos ocasiones, la primera en una pelea sin título en juego en 1963 en Wembley cuando Cooper derribó a Clay en el cuarto asalto, pero éste fue salvado por la campana. Después de este derribo, el entrenador de Clay, Angelo Dundee comunicó al árbitro que su luchador necesitaba nuevos guantes y hubo una pausa. Cuando se reanudó el combate Clay atacó a Cooper hasta que el árbitro se vio obligado a parar el combate. En una investigación posterior del periódico de boxeo Boxing News en 2003 se comprobó que Clay no había ganado más que unos segundos y los guantes nunca se cambiaron. Sin embargo, Dundee puso alguna sustancia desconocida bajo la nariz de Clay para reanimarle, estando esto prohibido. En 1966 volvieron a encontrarse, aunque esta vez Clay se había cambiado el nombre a "Muhammad Ali". El combate fue en el "Arsenal Stadium" en Londres y Ali volvió a ganar.
Después de perder ante Ali, peleó ante el excampeón de los pesos pesados Floyd Patterson, ante el que perdió en cuatro asaltos. Después de esta derrota defendió sus títulos (británico y de la comunidad británica) ante Jack Bodell (TKO 2 y PTS 15) y Billy Walker (TKO 6). En 1968 Cooper añadió la corona europea a sus títulos después de derrotar a Karl Mildenberger, y realizó dos defensas satisfactorias ante Piero Tomasoni y José Manuel Urtain. En su última pelea se enfrentó al emergente peso pesado británico Joe Bugner en 1971 poniendo en juego todos sus títulos y perdió tras 15 asaltos. La decisión fue muy criticada y poco después Cooper anunció su retirada.
| N.º | Resultado | Balance | Rival              |       | Asalto  | Fecha      | Localidad     |
| --- | --------- | ------- | ------------------ | ----- | ------- | ---------- | ------------- |
| 55  | Derrota   | 40-14-1 | Joe Bugner         | PTS   | 15      | 16/3/1971  | Londres       |
| 54  | Victoria  | 40-13-1 | José Manuel Urtáin | KOT   | 9 (15)  | 10/11/1970 | Londres       |
| 53  | Victoria  | 39-13-1 | Jack Bodell        | PTS   | 15      | 24/3/1970  | Londres       |
| 52  | Victoria  | 38-13-1 | Piero Tomasoni     | KO    | 5 (15)  | 13/3/1969  | Roma          |
| 51  | Victoria  | 37-13-1 | Karl Mildenberger  | DESC. | 8 (15)  | 18/9/1968  | Londres       |
| 50  | Victoria  | 36-13-1 | Billy Walker       | KOT   | 6 (15)  | 7/11/1967  | Londres       |
| 49  | Victoria  | 35-13-1 | Jack Bodell        | KOT   | 2 (15)  | 13/6/1967  | Wolverhampton |
| 48  | Victoria  | 34-13-1 | Boston Jacobs      | PTS   | 10      | 17/4/1967  | Leicester     |
| 47  | Derrota   | 33-13-1 | Floyd Patterson    | KO    | 4 (10)  | 20/9/1966  | Londres       |
| 46  | Derrota   | 33-12-1 | Muhammad Alí       | KOT   | 6 (15)  | 21/5/1966  | Londres       |
| 45  | Victoria  | 33-11-1 | Jefferson Davis    | KO    | 1 (10)  | 16/2/1966  | Wolverhampton |
| 44  | Victoria  | 32-11-1 | Hubert Hilton      | KOT   | 2 (10)  | 25/1/1966  | Londres       |
| 43  | Derrota   | 31-11-1 | Amos Johnson       | PTS   | 10      | 19/10/1965 | Londres       |
| 42  | Victoria  | 31-10-1 | Johnny Prescott    | KOT   | 10 (15) | 15/1/1965  | Birmingham    |
| 41  | Victoria  | 30-10-1 | Matthew Johnson    | KO    | 1 (10)  | 20/4/1965  | Wolverhampton |
| 40  | Victoria  | 29-10-1 | Dick Wipperman     | KOT   | 5 (10)  | 12/1/1965  | Londres       |
| 39  | Derrota   | 28-10-1 | Roger Rischer      | PTS   | 10      | 16/11/1964 | Londres       |
| 38  | Victoria  | 28-9-1  | Brian London       | KOT   | 5 (15)  | 24/2/1964  | Mánchester    |
| 37  | Derrota   | 27-9-1  | Muhammad Alí       | KOT   | 5 (10)  | 18/6/1963  | Londres       |
| 36  | Victoria  | 27-8-1  | Dick Richardson    | KO    | 5 (15)  | 26/3/1963  | Londres       |
| 35  | Victoria  | 26-8-1  | Joe Erskine        | KOT   | 9 (15)  | 2/4/1962   | Nottingham    |
| 34  | Victoria  | 25-8-1  | Wayne Bethea       | PTS   | 10      | 26/2/1962  | Mánchester    |
| 33  | Victoria  | 24-8-1  | Tony Hughes        | KOT   | 5 (10)  | 23/1/1962  | Londres       |
| 32  | Derrota   | 23-8-1  | Zora Folley        | KO    | 2 (10)  | 5/12/1961  | Londres       |
| 31  | Victoria  | 23-7-1  | Joe Erskine        | KOT   | 5 (15)  | 21/3/1961  | Londres       |
| 30  | Victoria  | 22-7-1  | Álex Miteff        | PTS   | 10      | 6/12/1960  | Londres       |
| 29  | Victoria  | 21-7-1  | Roy Harris         | PTS   | 10      | 13/9/1960  | Londres       |
| 28  | Victoria  | 20-7-1  | Joe Erskine        | KOT   | 12 (15) | 17/11/1959 | Londres       |
| 27  | Victoria  | 19-7-1  | Gawie de Klerk     | KOT   | 5 (15)  | 26/8/1959  | Porthcawl     |
| 26  | Victoria  | 18-7-1  | Brian London       | PTS   | 15      | 12/1/1959  | Londres       |
| 25  | Victoria  | 17-7-1  | Zora Folley        | PTS   | 10      | 14/10/1958 | Londres       |
| 24  | Victoria  | 16-7-1  | Dick Richardson    | KOT   | 5 (10)  | 3/9/1958   | Porthcawl     |
| 23  | Derrota   | 15-7-1  | Erich Schoppner    | DESC. | 6 (10)  | 19/4/1958  | Fráncfort     |
| 22  | Nulo      | 15-6-1  | Heinz Neuhaus      | PTS   | 10      | 11/1/1958  | Dortmund      |
| 21  | Victoria  | 15-6    | Hans Kalbfell      | PTS   | 10      | 16/11/1957 | Dortmund      |
| 20  | Derrota   | 14-6    | Joe Erskine        | PTS   | 15      | 17/9/1957  | Londres       |
| 19  | Derrota   | 14-5    | Ingemar Johansson  | KO    | 5 (15)  | 19/5/1957  | Estocolmo     |
| 18  | Derrota   | 14-4    | Joe Bygraves       | KO    | 9 (15)  | 19/2/1957  | Londres       |
| 17  | Derrota   | 14-3    | Peter Bates        | KOT   | 5 (10)  | 7/9/1956   | Mánchester    |
| 16  | Victoria  | 14-2    | Giannino Luise     | KOT   | 7 (10)  | 26/6/1956  | Londres       |
| 15  | Victoria  | 13-2    | Brian London       | KOT   | 1 (10)  | 1/5/1956   | Londres       |
| 14  | Victoria  | 12-2    | Maurice Mols       | KOT   | 4 (10)  | 28/2/1956  | Londres       |
| 13  | Derrota   | 11-2    | Joe Erskine        | PTS   | 10      | 15/11/1955 | Londres       |
| 12  | Victoria  | 11-1    | Uber Bacilieri     | KO    | 7 (10)  | 13/9/1955  | Londres       |
| 11  | Victoria  | 10-1    | Ron Harman         | KOT   | 7 (8)   | 6/6/1955   | Nottingham    |
| 10  | Derrota   | 9-1     | Uber Bacilieri     | KOT   | 5 (8)   | 26/4/1955  | Londres       |
| 9   | Victoria  | 9-0     | Joe Bygraves       | PTS   | 8       | 18/4/1955  | Londres       |
| 8   | Victoria  | 8-0     | Joe Crickmar       | KOT   | 5 (8)   | 29/3/195   | Londres       |
| 7   | Victoria  | 7-0     | Hugh Ferns         | DESC. | 2 (6)   | 8/3/1955   | Londres       |
| 6   | Victoria  | 6-0     | Cliff Purnell      | PTS   | 6       | 8/2/1955   | Londres       |
| 5   | Victoria  | 5-0     | Colin Strauch      | KOT   | 1 (6)   | 27/1/1955  | Londres       |
| 4   | Victoria  | 4-0     | Denny Ball         | KO    | 3 (6)   | 7/12/1954  | Londres       |
| 3   | Victoria  | 3-0     | Eddie Keith        | KOT   | 1 (6)   | 23/11/1954 | Londres       |
| 2   | Victoria  | 2-0     | Dinny Powell       | KOT   | 4 (6)   | 19/10/1954 | Londres       |
| 1   | Victoria  | 1-0     | Harry Painter      | KO    | 1 (6)   | 14/9/1954  | Londres       |

## Premios
Cooper fue la primera persona en ganar dos veces el premio a la Personalidad deportiva del año de la BBC (1967 y 1970) y una de las tres personas que lo han ganado en dos ocasiones junto con Nigel Mansell (1986 y 1992) y Damon Hill (1994 y 1996). El primer título se le concedió tras acabar el año imbatido y el segundo después de adjudicarse los títulos británico, de la comunidad británica y europeo. También fue nombrado caballero por Isabel II en el año 2000.